# Ultramóvil
Ultramóvil fue un modelo de automóvil creado en España en 1902.

## Historia
El Ultramóvil fue un prototipo de automóvil fabricado en los Talleres Molist de Barcelona en 1902. Estuvieron basados en chasis y motores fabricados por la también compañía barcelonesa Bons, por lo que a menudo se confunde como un modelo de esta última empresa. Se conocen dos unidades que fueron matriculadas en Sevilla, una de ellas con la matrícula SE-51.